# Giải thưởng lớn của Cộng đồng Pháp ngữ
Giải thưởng lớn của Cộng đồng Pháp ngữ (tiếng Pháp: Grand prix de la francophonie) là  một giải thưởng do Viện hàn lâm Pháp trao hàng năm cho một tác phẩm của một nhân vật có đóng góp xuất sắc vào việc phát triển ngôn ngữ Pháp trong quốc gia mình hoặc trên toàn thế giới.
Giải này được "Quỹ quốc tế" (Fondation internationale), do chính phủ Canada mở ra năm 1986, được chính phủ Pháp, công quốc Monaco, vương quốc Maroc cùng nhiều khoản tặng dữ tư nhân khác bổ sung.
Có sự khác biệt về khoản tiền thưởng mỗi năm. Ngoài ra Viện hàn lâm Pháp cũng trao thêm huy chương bạc mạ vàng của Viện cho những người khác

## Những người đoạt giải
- 1986: Georges Schehadé
- 1987: Yoichi Maeda
- 1988: Jacques Rabemananjara
- 1989: Hubert Reeves
- 1990: Albert Cossery
- 1991: Léon-Joseph Suenens
- 1992: Nguyễn Khắc Viện
- 1993: Henri Lopes
- 1994: Mohammed Dib
- 1995: Salah Stétié
- 1996: Abdou Diouf
- 1997: Abdellatif Berbich
- 1998: Jean Starobinski
- 1999: Gunnar von Proschwitz
- 2000: Giovanni Macchia
- 2001: François Cheng
- 2002: Bronislaw Geremek
- 2003: Édouard J. Maunick
- 2004: Albert Memmi
- 2005: Jane Conroy
- 2006: Roland Mortier
- 2007: Élie Barnavi
- 2008: Lide Tan
- 2009: Thomas W. Gaehtgens
- 2010: Jean Métellus
- 2011: Abdellatif Laâbi
- 2012: Boualem Sansal
- 2013: Qiang Dong
- 2014: Fouad Laroui and Georges Banu
- 2015: Aminata Sow Fall
- 2016: Takeshi Matsumura